# Cigaritis pallida
Cigaritis pallida är en fjärilsart som beskrevs av Charles Oberthür 1915. Cigaritis pallida ingår i släktet Cigaritis och familjen juvelvingar. Inga underarter finns listade i Catalogue of Life.